# Estação Ségur
Ségur é uma estação da linha 10 do Metrô de Paris, localizada no limite do 7.º e do 15.º arrondissements de Paris.

## História
A estação foi inaugurada em 1937. Ele está situada na avenue de Suffren e tira seu nome da avenue de Ségur situada a uma centena de metros ao noroeste. Esta última avenida, pelo seu nome, presta homenagem ao marquês Philippe Henri de Ségur (1724-1801) que foi marechal da França e secretário de Estado de Guerra de 1780 a 1787. O nome de Ségur é mais conhecido pelos romances de sua neta por aliança, a condessa de Ségur (1799-1874), que incluem entre outros: Les Malheurs de Sophie, Mémoires d'un âne, Les Petites Filles modèles.
As placas sobre as plataformas portam como sub-título UNESCO, devido à introdução da estação próximo da sede desta instituição especializada que faz parte da Organização das Nações Unidas. Este sub-título, no entanto, não é mostrado nos mapas.
Em 2011, 1 627 318 passageiros entraram nesta estação. Ela viu entrar 1 604 694 passageiros em 2013, o que a coloca na 275ª posição das estações de metrô por sua frequência em 302.

## Serviços aos Passageiros

### Acessos

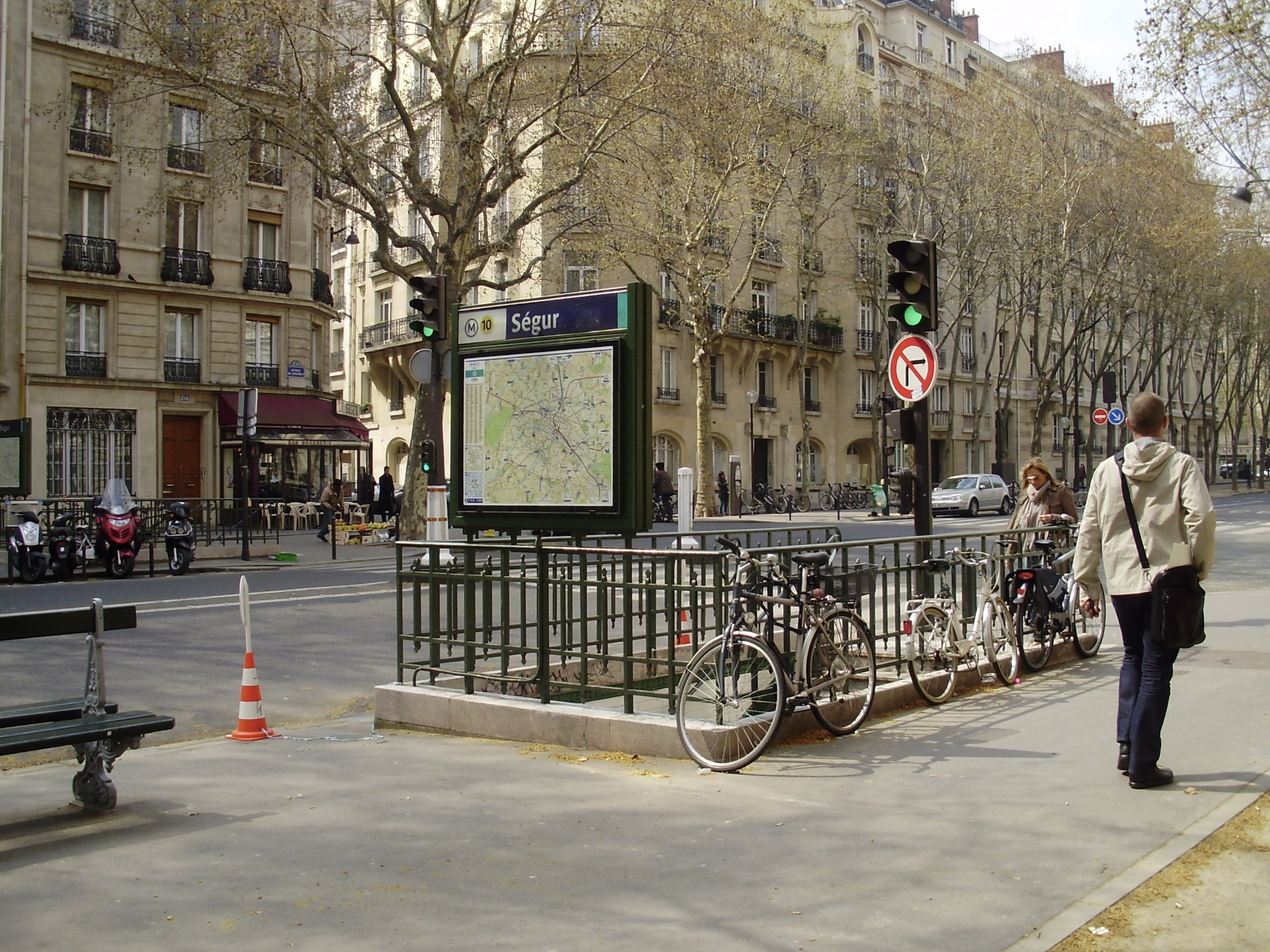
Entrada da estação na avenue de Suffren

A estação tem dois acessos perto do cruzamento da avenue de Suffren e da rue Pérignon.

### Plataforma
Ségur é uma estação de configuração padrão: ela tem duas plataformas laterais, separadas pelas vias do metrô e a abóbada é elíptica. A decoração é do estilo usado pela maioria das estações de metrô: a faixa de iluminação é branca e arredondada no estilo "Gaudin" da renovação do metrô da década de 2000, e as telhas em cerâmica brancas biseladas recobrem os pés-direitos, a abóbada e o tímpano. Os quadros publicitários são em faiança da cor de mel e o nome da estação é também em faiança. Os assentos são do estilo "Motte" de cor vermelha.

### Intermodalidade
A estação não tem qualquer correspondência com a rede de ônibus RATP.

## Pontos turísticos
A estação se situa perto da UNESCO, da avenue de Breteuil, famosa avenida levando aos Invalides, bem como a Escola Militar, no final do Campo de Marte.

## Cinema
Uma parte do filme 3 Dias para Matar é rodada na saída da estação Ségur.